# أحمد الدوني
أحمد الدوني (مواليد 4 فبراير 1989 في بانياس، سوريا) هو لاعب كرة قدم سوري.

## الأهداف الدولية
جدول النتائج والحصائل. سجل سوريا التهديفي أولاً.
| الهدف | التاريخ        | المكان                                     | الخصم    | النتيجة | الحصيلة | المنافسة                             |
| ----- | -------------- | ------------------------------------------ | -------- | ------- | ------- | ------------------------------------ |
| 1     | 17 نوفمبر 2012 | ستاد عمان الدولي، عمان، الأردن             | فلسطين   | 1–1     | 1–1     | ودية دولية                           |
| 2     | 20 نوفمبر 2012 | ستاد الأمير محمد، الزرقاء، الأردن          | فلسطين   | 1–2     | 1–2     | ودية دولية                           |
| 3     | 13 ديسمبر 2012 | ملعب الصداقة والسلام، مدينة الكويت، الكويت | العراق   | 1–1     | 1–1     | بطولة اتحاد غرب آسيا لكرة القدم 2012 |
| 4     | 16 ديسمبر 2012 | ملعب الصداقة والسلام، مدينة الكويت، الكويت | الأردن   | 1–1     | 2–1     | بطولة اتحاد غرب آسيا لكرة القدم 2012 |
| 5     | 16 ديسمبر 2012 | ملعب الصداقة والسلام، مدينة الكويت، الكويت | الأردن   | 2–1     | 2–1     | بطولة اتحاد غرب آسيا لكرة القدم 2012 |
| 6     | 18 ديسمبر 2012 | ملعب الصداقة والسلام، مدينة الكويت، الكويت | البحرين  | 1–1     | 1–1     | بطولة اتحاد غرب آسيا لكرة القدم 2012 |
| 7     | 15 نوفمبر 2013 | ملعب شهيد دستغردي، طهران، إيران            | سنغافورة | 2–0     | 4–0     | تصفيات كأس آسيا 2015                 |
| 8     | 02 أغسطس 2019  | ملعب كربلاء الدولي، كربلاء، العراق         | لبنان    | 1–0     | 1–2     | بطولة اتحاد غرب آسيا لكرة القدم 2019 |

## وصلات خارجية
- أحمد الدوني على موقع ناشيونال فوتبول تيمز (الإنجليزية)